# قسم كوهباية الريفي (مقاطعة بردسكن)
قسم كوهبایة الريفي (بالفارسية: دهستان کوهپایه) هي منطقة ريفية تقع في إيران في خراسان رضوي. يقدر عدد سكانها بـ 5,829 نسمة .